# Le Tilleul
Cet article concerne la commune du département de la Seine-Maritime. Pour l'ancienne commune du Tilleul dans le département du Calvados, voir Saint-Georges-en-Auge. Pour l'ancienne commune du Tilleul dans le département de l'Orne, voir Lignères.
Le Tilleul est une commune française située dans le département de la Seine-Maritime en région Normandie.

## Géographie

### Communes limitrophes
| Manche                   | Étretat              | Bordeaux-Saint-Clair |
|                          | du Tilleul           | Pierrefiques         |
| La Poterie-Cap-d'Antifer | Sainte-Marie-au-Bosc |                      |

### Hydrographie
La commune est située dans le bassin Seine-Normandie. Elle n'est drainée par aucun cours d'eau,.

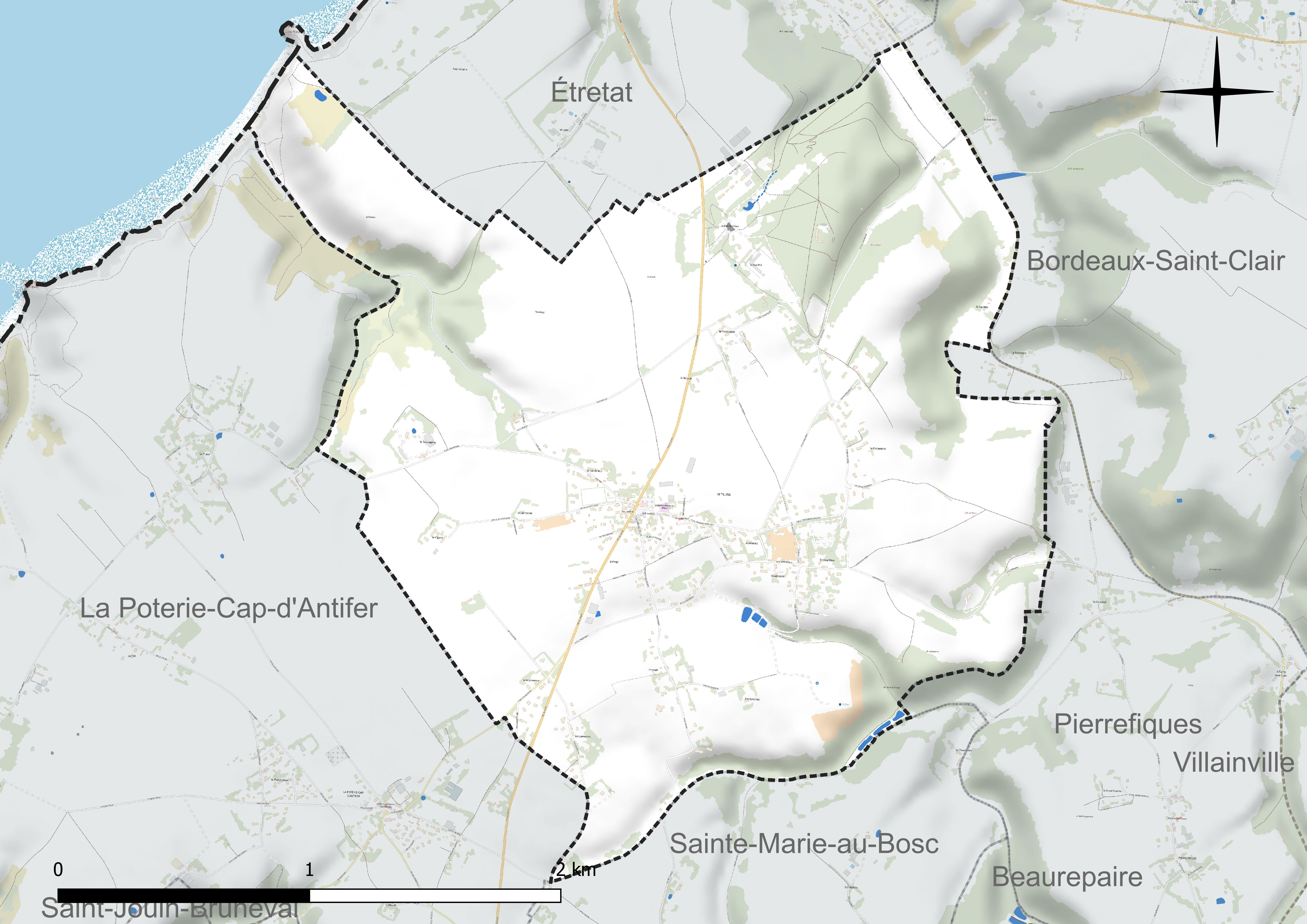
Réseau hydrographique du Tilleul.

### Climat
Pour des articles plus généraux, voir Climat de la Normandie et Climat de la Seine-Maritime.
En 2010, le climat de la commune est de type climat océanique franc, selon une étude du CNRS s'appuyant sur une série de données couvrant la période 1971-2000. En 2020, Météo-France publie une typologie des climats de la France métropolitaine dans laquelle la commune est exposée à un climat océanique et est dans la région climatique Côtes de la Manche orientale, caractérisée par un faible ensoleillement (1 550 h/an) ; forte humidité de l’air (plus de 20 h/jour avec humidité relative > 80 % en hiver), vents forts fréquents. Parallèlement le GIEC normand, un groupe régional d’experts sur le climat, différencie quant à lui, dans une étude de 2020, trois grands types de climats pour la région Normandie, nuancés à une échelle plus fine par les facteurs géographiques locaux. La commune est, selon ce zonage, exposée à un « climat maritime », correspondant au Pays de Caux, frais, humide et pluvieux, légèrement plus frais que dans le Cotentin.
Pour la période 1971-2000, la température annuelle moyenne est de 10,5 °C, avec une amplitude thermique annuelle de 12,7 °C. Le cumul annuel moyen de précipitations est de 947 mm, avec 12,7 jours de précipitations en janvier et 8,6 jours en juillet. Pour la période 1991-2020, la température moyenne annuelle observée sur la station météorologique la plus proche, située sur la commune de Octeville-sur-Mer à 15 km à vol d'oiseau, est de 11,5 °C et le cumul annuel moyen de précipitations est de 790,7 mm,. Pour l'avenir, les paramètres climatiques de la commune estimés pour 2050 selon différents scénarios d’émission de gaz à effet de serre sont consultables sur un site dédié publié par Météo-France en novembre 2022.

## Urbanisme

### Typologie
Au 1er janvier 2024, Le Tilleul est catégorisée commune rurale à habitat dispersé, selon la nouvelle grille communale de densité à sept niveaux définie par l'Insee en 2022.
Elle est située hors unité urbaine. Par ailleurs la commune fait partie de l'aire d'attraction du Havre, dont elle est une commune de la couronne,. Cette aire, qui regroupe 116 communes, est catégorisée dans les aires de 200 000 à moins de 700 000 habitants,.
La commune, bordée par la Manche, est également une commune littorale au sens de la loi du 3 janvier 1986, dite loi littoral. Des dispositions spécifiques d’urbanisme s’y appliquent dès lors afin de préserver les espaces naturels, les sites, les paysages et l’équilibre écologique du littoral, tel le principe d'inconstructibilité, en dehors des espaces urbanisés, sur la bande littorale des 100 mètres, ou plus si le plan local d’urbanisme le prévoit.

### Occupation des sols
L'occupation des sols de la commune, telle qu'elle ressort de la base de données européenne d’occupation biophysique des sols Corine Land Cover (CLC), est marquée par l'importance des territoires agricoles (79,4 % en 2018), une proportion identique à celle de 1990 (79,4 %). La répartition détaillée en 2018 est la suivante : 
terres arables (44,9 %), prairies (34,4 %), forêts (11,5 %), zones urbanisées (7,5 %), zones humides côtières (1 %), espaces verts artificialisés, non agricoles (0,7 %). L'évolution de l’occupation des sols de la commune et de ses infrastructures peut être observée sur les différentes représentations cartographiques du territoire : la carte de Cassini (XVIIIe siècle), la carte d'état-major (1820-1866) et les cartes ou photos aériennes de l'IGN pour la période actuelle (1950 à aujourd'hui).

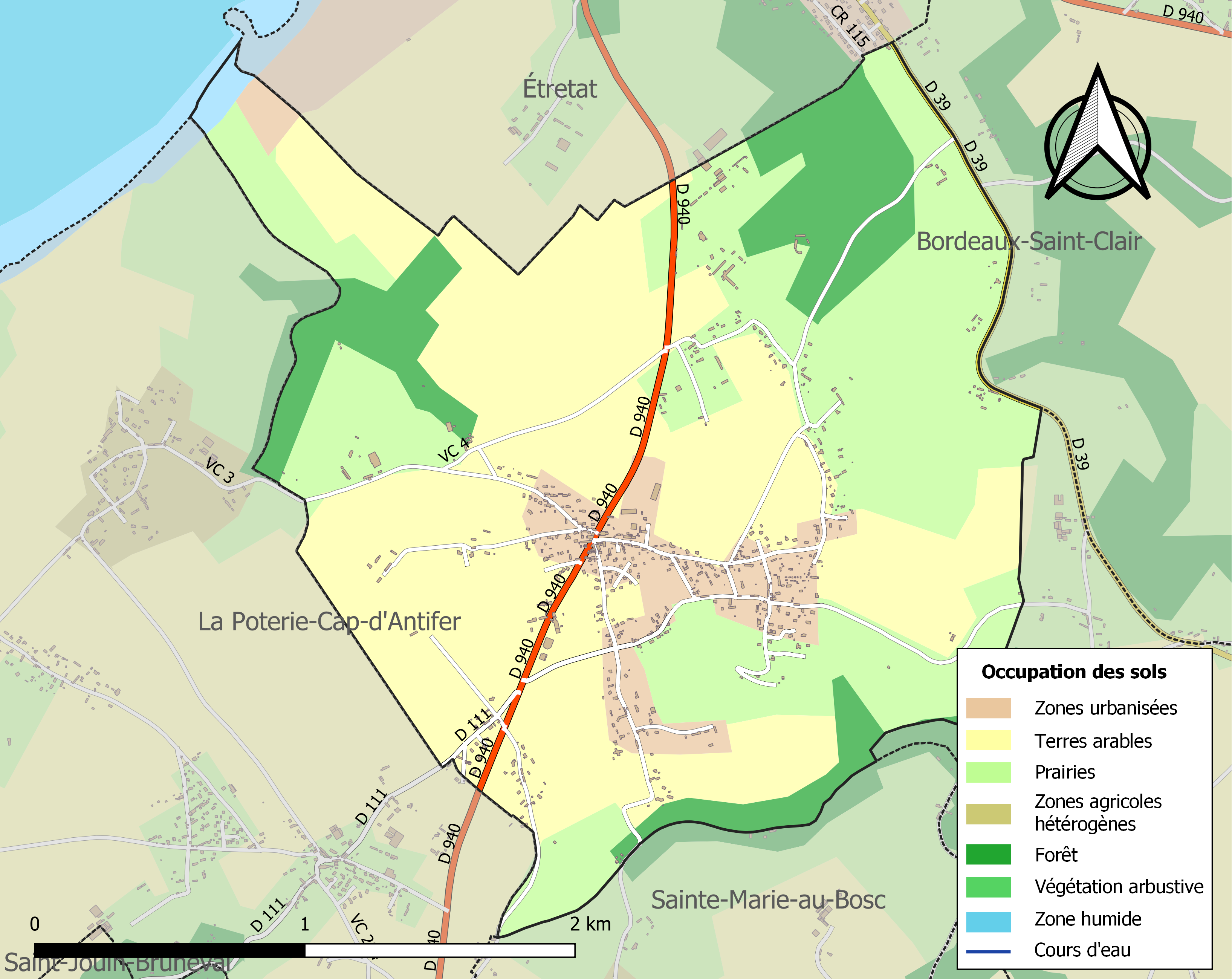
Carte des infrastructures et de l'occupation des sols de la commune en 2018 (CLC).

## Toponymie
Le nom de la localité est attesté sous les formes Apud Tilleium XIIe siècle (charte de Guillaume d'Estouteville) en 1177, 1189 et 1269, Le Tilluel en 1270, In parrochia del Tylleul en 1282, Le Tilloel vers 1240, Tilliolum en 1337, Ecclesie Sancti Martini de Tilleul en 1498 et 1499, Saint Martin du Thilleul en 1714, Le Tilleuil en 1757 (Cassini).
De til (tilleul), teil (tilleul en ancien français), d'où la signification d' « endroit où poussent des tilleuls ».

## Histoire

### Moyen Âge

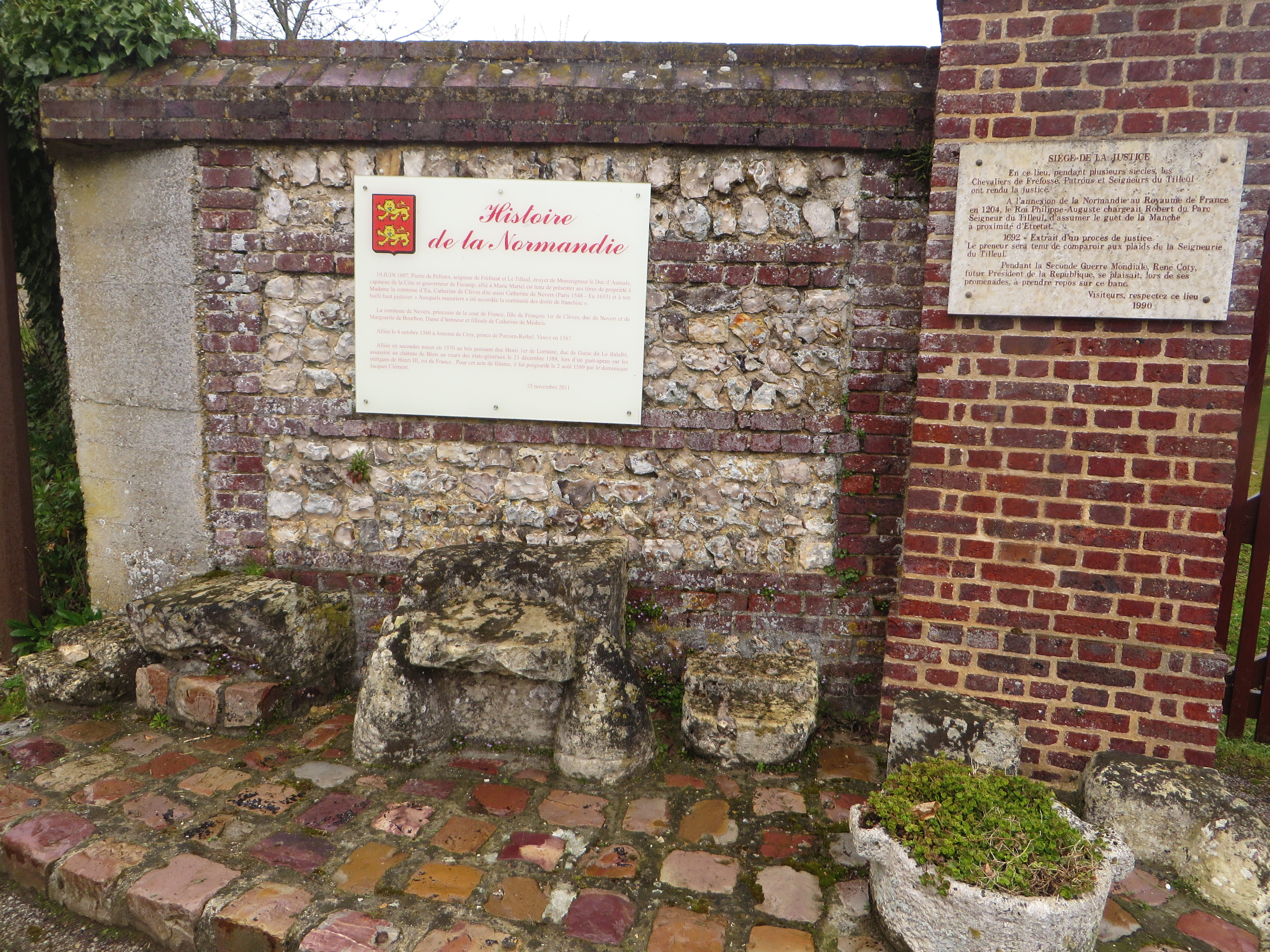
Siège ou Banc de la Justice du Tilleul, vestige d'un ancien tribunal médiéval.

En 1204, le roi de France Philippe Auguste chargea Robert du Parc, seigneur du Tilleul, à assumer la charge du guet de la Manche à proximité d'Étretat, dans le cadre de sa politique d'organisation du Pays de Caux.

### Époque moderne
Le 19 juin 1607, Pierre de Pelletot, seigneur de Fréfossé et du Tilleul, écuyer de Monseigneur le duc d'Aumale, capitaine de la Côte et gouverneur de Fécamp, est tenu de présenter ses titres de propriété à la comtesse d'Eu, Catherine de Clèves dite aussi Catherine de Nevers (1548-1633) et à son bailli, qui lui accordent la continuité des droits de franchise.

### Seconde Guerre Mondiale

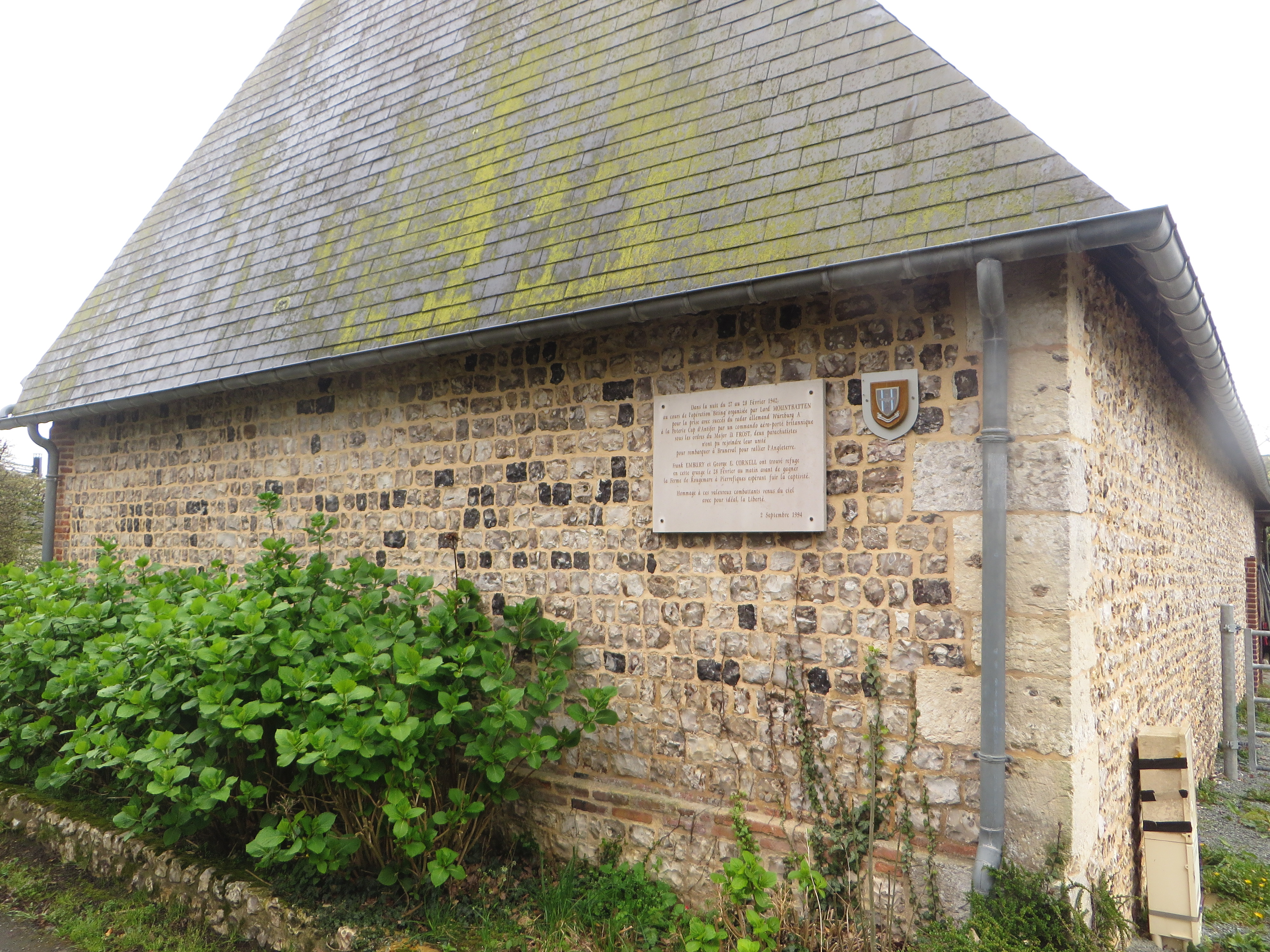
Grange de Charles Canu au Tilleul où deux parachutistes britanniques furent hébergés à l'occasion de l'Opération Biting en 1942.

Dans la nuit du 27 au 28 février 1942, lors de l'Opération Biting planifiée par Lord Mountbatten pour la prise avec succès du radar allemand Würzburg dans la commune voisine de La Poterie-Cap-d'Antifer par un commando aéroporté britannique sous les ordres du Major D. Frost, deux parachutistes, Frank Embury et George E. Cornell, n'ayant pu rejoindre leur unité pour rembarquer à Bruneval afin de regagner l'Angleterre, ont trouvé refuge dans la grange de Charles Canu située dans la commune du Tilleul, le matin du 28 février, avant de rejoindre la ferme de Rougemare à Pierrefiques. Une plaque commémorative sur la grange en question conserve le souvenir de leur passage.

## Politique et administration
| Période                                  | Période                    | Identité         | Étiquette | Qualité                                                |
| ---------------------------------------- | -------------------------- | ---------------- | --------- | ------------------------------------------------------ |
| Les données manquantes sont à compléter. |                            |                  |           |                                                        |
|                                          | 1814                       | Hauville louis   |           |                                                        |
| Les données manquantes sont à compléter. |                            |                  |           |                                                        |
| 1814                                     |                            | Édouard Hocquart |           |                                                        |
| Les données manquantes sont à compléter. |                            |                  |           |                                                        |
|                                          |                            | Thomas Loisel    |           |                                                        |
| Les données manquantes sont à compléter. |                            |                  |           |                                                        |
| avant 1887                               | 1899                       | Elphège Lambert  |           |                                                        |
| 1899                                     | après 1906                 | Eugène Loisel    |           |                                                        |
| Les données manquantes sont à compléter. |                            |                  |           |                                                        |
| 1959                                     |                            | Eugène Morisse   |           |                                                        |
| Les données manquantes sont à compléter. |                            |                  |           |                                                        |
| 1977                                     | septembre 2011             | Claude Lesueur   |           | Chevalier de l'Ordre national du mérite Démissionnaire |
| 2011                                     | 2014                       | Daniel Le Maout  |           |                                                        |
| 2014                                     | En cours (au 10 août 2020) | Raphaël Lesueur  |           | Réélu pour le mandat 2020-2026,                        |

## Démographie
L'évolution du nombre d'habitants est connue à travers les recensements de la population effectués dans la commune depuis 1793. Pour les communes de moins de 10 000 habitants, une enquête de recensement portant sur toute la population est réalisée tous les cinq ans, les populations de référence des années intermédiaires étant quant à elles estimées par interpolation ou extrapolation. Pour la commune, le premier recensement exhaustif entrant dans le cadre du nouveau dispositif a été réalisé en 2007.

En 2022, la commune comptait 666 habitants, en évolution de −4,45 % par rapport à 2016 (Seine-Maritime : +0,35 %, France hors Mayotte : +2,11 %).
| 1793 | 1800 | 1806 | 1821 | 1831 | 1836 | 1841 | 1846 | 1851 |
| ---- | ---- | ---- | ---- | ---- | ---- | ---- | ---- | ---- |
| 741  | 700  | 665  | 704  | 699  | 686  | 623  | 577  | 636  |

| 1856 | 1861 | 1866 | 1872 | 1876 | 1881 | 1886 | 1891 | 1896 |
| ---- | ---- | ---- | ---- | ---- | ---- | ---- | ---- | ---- |
| 669  | 688  | 715  | 632  | 612  | 640  | 603  | 615  | 527  |

| 1901 | 1906 | 1911 | 1921 | 1926 | 1931 | 1936 | 1946 | 1954 |
| ---- | ---- | ---- | ---- | ---- | ---- | ---- | ---- | ---- |
| 473  | 475  | 502  | 453  | 503  | 506  | 506  | 469  | 476  |

| 1962 | 1968 | 1975 | 1982 | 1990 | 1999 | 2006 | 2007 | 2012 |
| ---- | ---- | ---- | ---- | ---- | ---- | ---- | ---- | ---- |
| 439  | 518  | 453  | 525  | 564  | 582  | 669  | 681  | 699  |

| 2017 | 2022 | - | - | - | - | - | - | - |
| ---- | ---- | - | - | - | - | - | - | - |
| 695  | 666  | - | - | - | - | - | - | - |

## Culture locale et patrimoine

### Lieux et monuments
- La valleuse est l'une des plus sauvages et des plus belles de la Côte d'Albâtre. La zone est protégée : la valleuse d'Antifer est une zone naturelle d'intérêt écologique, faunistique et floristique. C'est un lieu remarquable tant à la qualité du paysage qu'à la biodiversité qui y règne. C'est un domaine écologique appartenant au Conservatoire du littoral. On y descend par une route qui traverse le plateau boisé, puis le vallon très ouvert et débouche enfin sur la plage.
- Le château de Fréfossé.
- L'accès à la plage s'effectue uniquement à pied depuis le village, où un parking est prévu pour garer son automobile.
- L'église Saint-Martin.
- Le Siège ou Banc de la Justice. Ce trône de pierre d'époque médiévale, situé au carrefour des rues Le Conquérant et de la Justice, était le siège où les chevaliers de Fréfosse, patrons et seigneurs du Tilleul rendaient la justice. Pendant la Seconde Guerre mondiale, René Coty futur président de la République, se plaisait à se reposer sur ce banc lors de ses promenades[30].

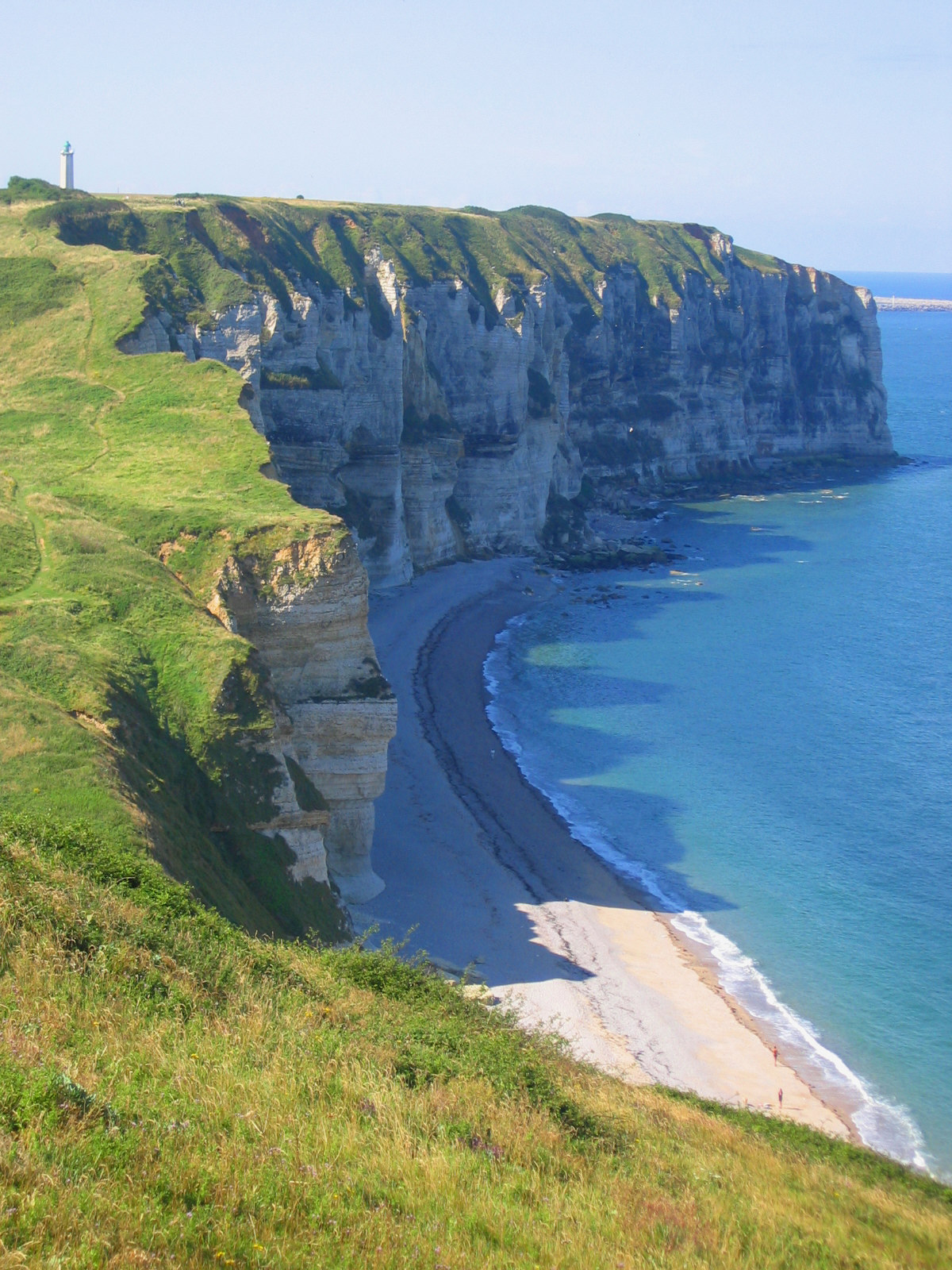
La plage, entre le cap d'Antifer et Étretat.
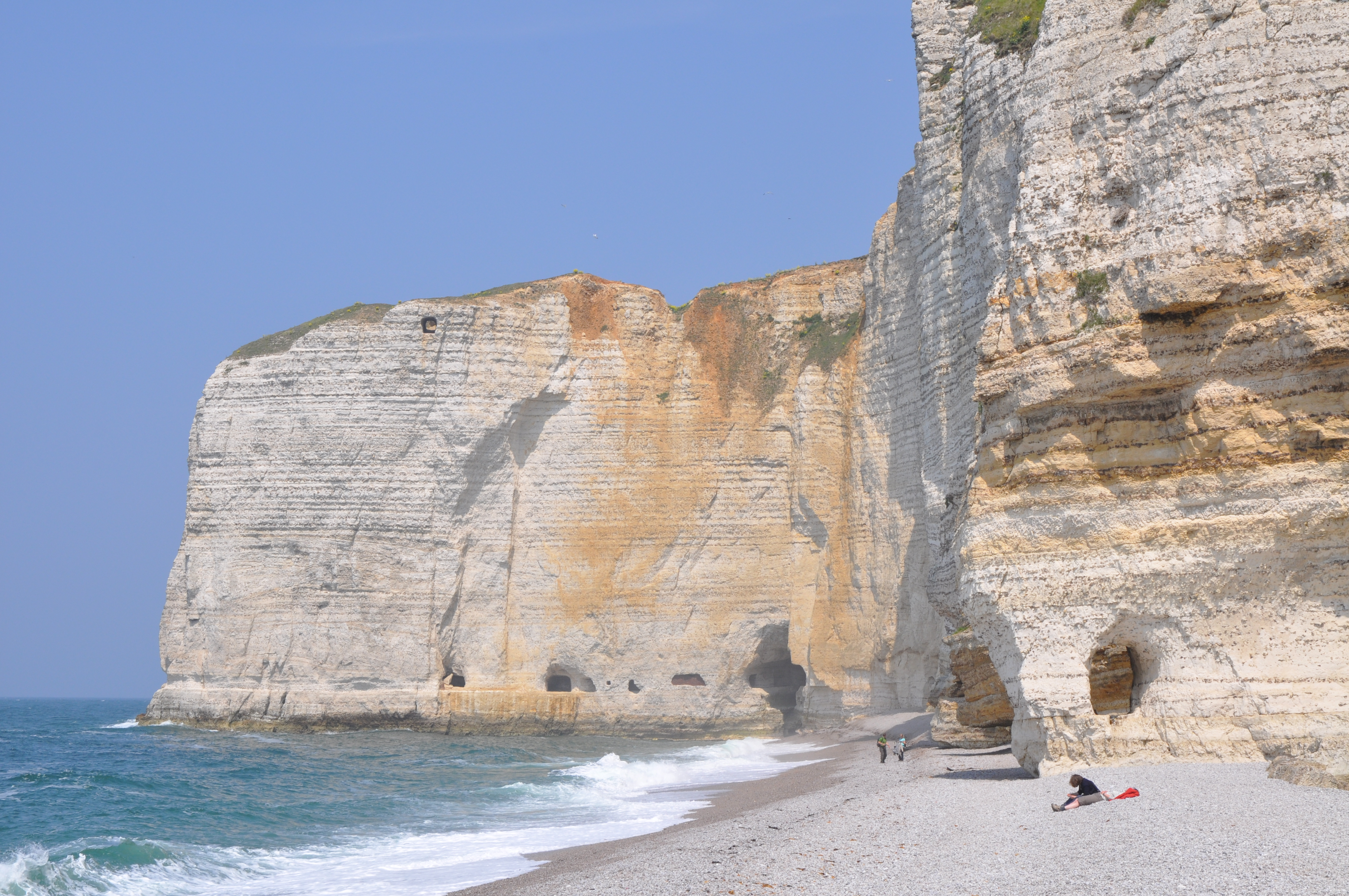
La plage.
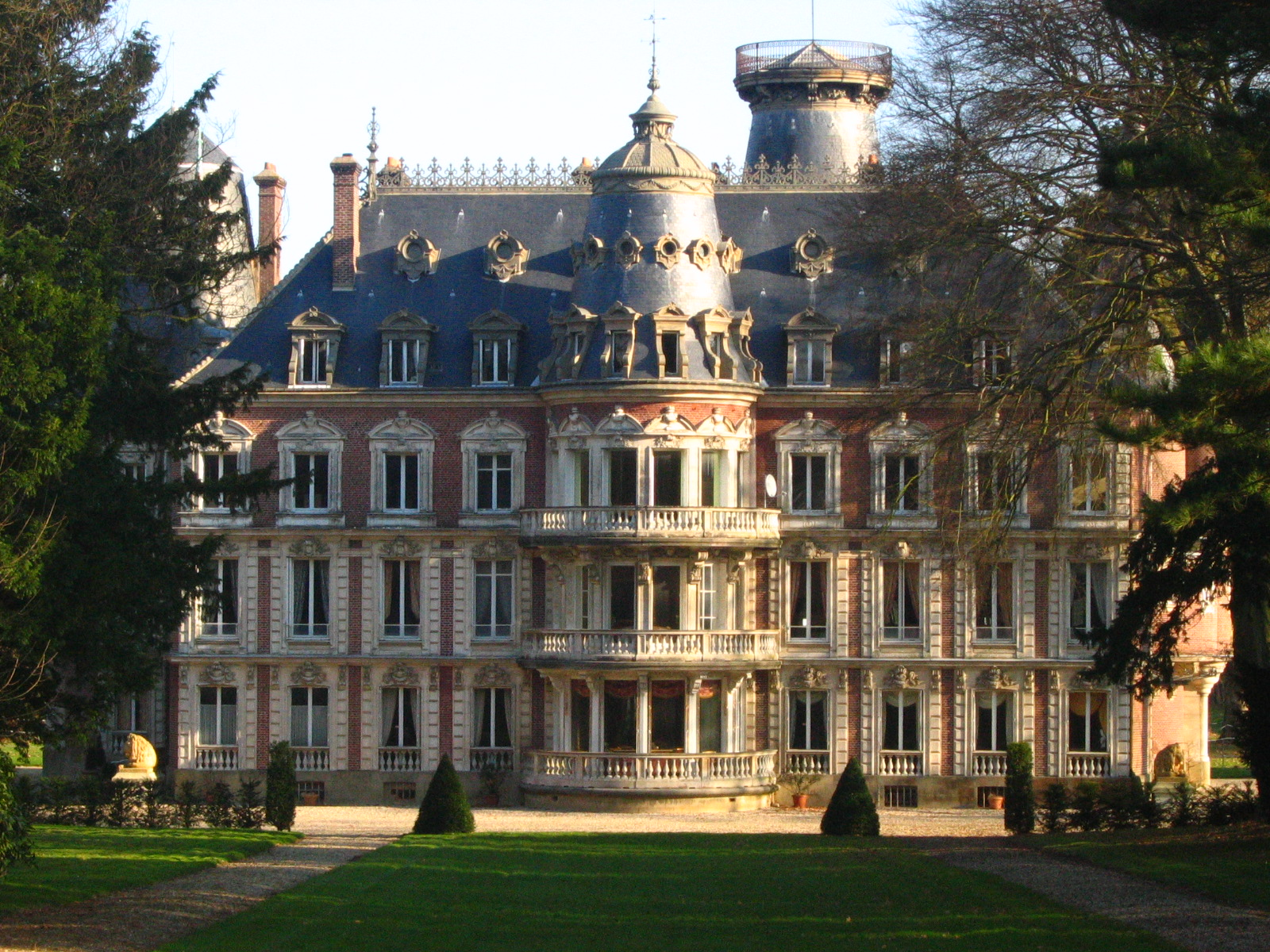
Château de Fréfossé.
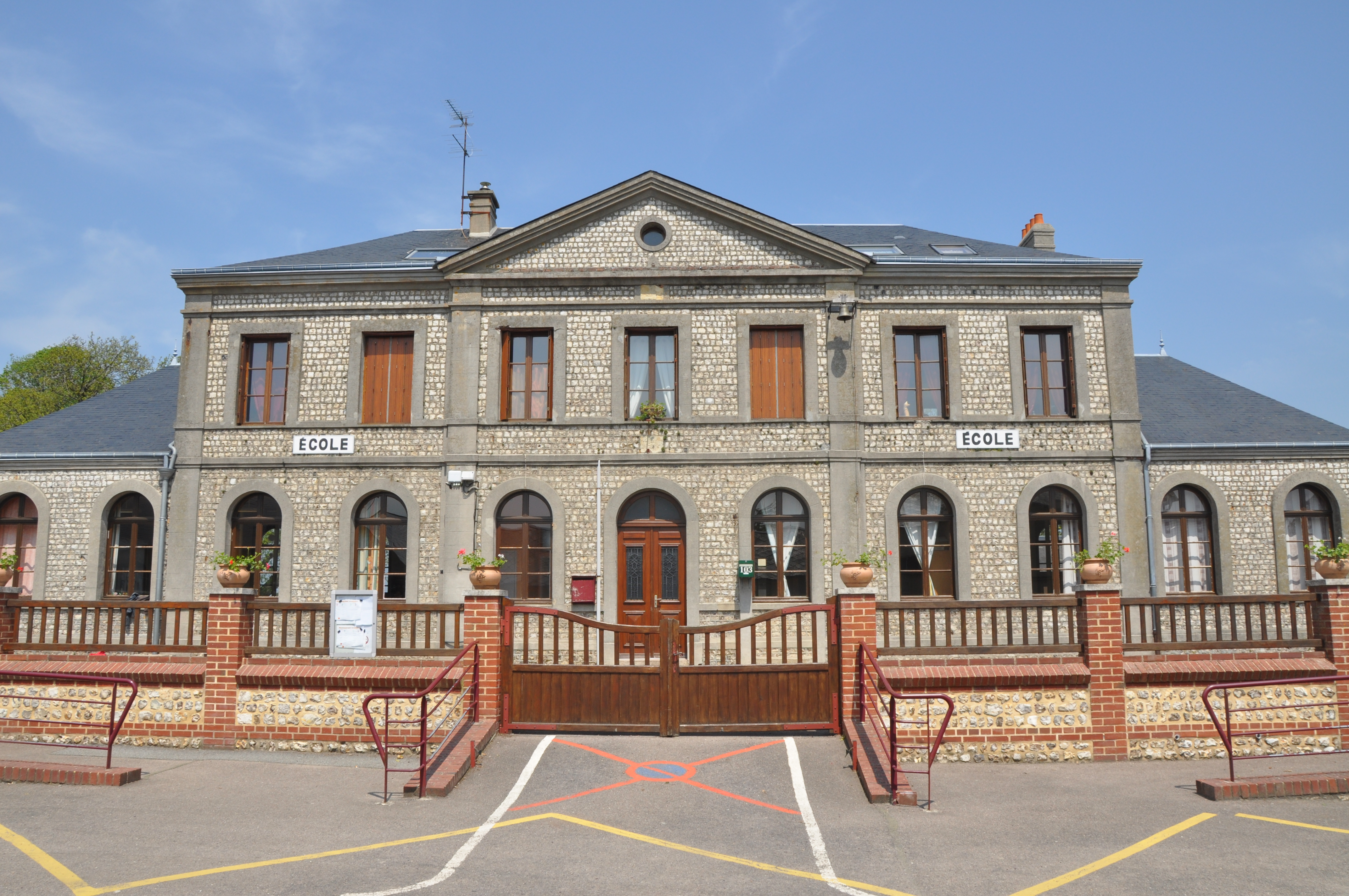
L'école.

### Personnalités liées à la commune
- Le baron Edouard Hocquart, marié à Coralie de Lauriston, chambellan de Louis XVIII et de Charles X ; il devient le second maire du Tilleul en 1814 ; le baron et la baronne Hocquart acquirent en 1824 l'antique château de Valmont, demeure de la famille d'Estouteville.
- Aimé Ernest Dubosc, né en 1834 à Trouville-sur-Mer (Calvados). Décédé en 1902. A fait de la ville du Havre la capitale européenne des importations des bois de campêche, a inventé le produit le « Quibrochalès », (voir les extraits Tinctoriaux) Le Havre. Il était le seul producteur au monde et le seul à le commercialiser, il a amassé une immense fortune. Il a conservé et développé cette activité avec ses fils Georges et Albert domiciliés respectivement au château de Beaumesnil à Villequier et au château de Fréfossé Le Tilleul, ce dernier maire de Sainte-Adresse, conseiller général et député de la Seine-Inférieure. Aimé Ernest Dubosc a résidé au château de Fréfossé Le Tilleul. Grand ami de Félix Faure, président de la République française, ont réalisés de nombreuses parties de chasse, sur les terres de Fréfossé, de Valaine et des environs.
- Le film de Sophie Marceau, La Disparue de Deauville sorti en 2007, comporte une scène sur les falaises de la plage du Fourquet à La Poterie-Cap-d'Antifer (commune voisine du Tilleul) où la scène a été tournée.
- Le film Rumba tourné en 2008 se passe en partie dans la valleuse et sur la plage du Tilleul.

### Héraldique
| Armes de Le Tilleul | Les armes de la commune du Tilleul se blasonnent ainsi : Palé d'or et d'azur de six pièces, au chef de gueules chargé d'une fleur de tilleul tigée et feuillée d'or, accostée de deux mouettes affrontées du même. |

## Pour approfondir